# Comités territoriaux de rugby en France

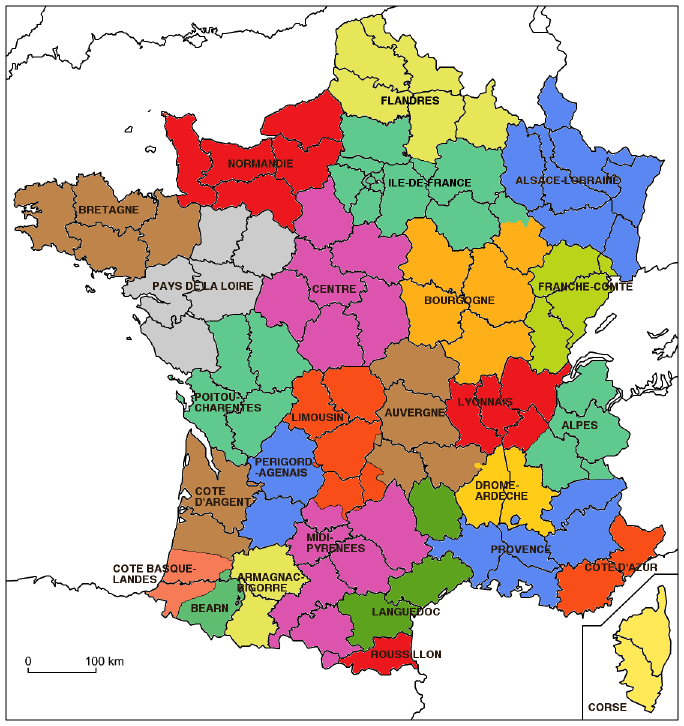
Comités territoriaux en France métropolitaine en 2010.

La France du rugby à XV est divisée en comités territoriaux, constitués en tant qu'associations loi de 1901, et chargés de promouvoir le développement du rugby et de gérer les clubs et les compétitions sur leur territoire. Ils sont l'émanation directe de la Fédération française de rugby et agissent sous son autorité.
En 2018, les 27 comités territoriaux métropolitains sont transformés en 13 ligues régionales, identiques aux nouvelles régions administratives françaises. Seuls les sept comités territoriaux d'Outre-Mer continuent d'exister.

## Historique
L'existence des comités territoriaux sous l'égide de la FFR date de 1920, lorsque la Fédération française de rugby est fondée (11 octobre 1920). Ces comités régionaux dépendaient de l'USFSA fondée en janvier 1887 qui avaient commencé à organiser le rugby de club.
Le premier comité régional est celui du Sud-Ouest, fondé en 1893, suivi du comité du Sud, fondé le 2 janvier 1897, puis de celui du Sud-Est fondé le 28 janvier 1897. Jusqu'en 1914, seuls les champions des comités participent au championnat de France. À partir de 1920, date de reprise du championnat, selon leur importance, les comités régionaux ont plusieurs qualifiés pour les championnats de France.
Jusqu'en 2018, les frontières des comités ne correspondent que très imparfaitement aux régions du pays. Au nord de la Loire, certains comités dépassent les frontières administratives des régions (les Flandres, l'Île-de-France, ou la Normandie qui rassemble les deux régions Basse-Normandie et Haute-Normandie). Au sud, ils recouvrent les réalités des terroirs rugbystiques, de l'histoire des affrontements inter-régionaux et de la praticité des déplacements, plus que celles de l'administration. Certains départements sont coupés en deux, ou en trois. Parfois, seuls un ou deux clubs sont « prélevés » et reversés dans un comité différent de leur département de rattachement.
Au 1er janvier 2016, à la suite de la réforme territoriale, la France métropolitaine passe de 22 à 13 régions. La FFR réforme son organisation territoriale et transforme les 27 comités métropolitains en 13 ligues régionales. 
Initialement, une 14e ligue, la ligue d'Outremer de rugby, devait être créée mais la FFR renonce finalement à ce projet. Elle constate que cette ligue n'a pas de raison d'être compte tenu des spécificités de chaque région ultramarine. Les sept comités territoriaux d'Outre-Mer continue ainsi d'exister. L'appellation de ligue d'Outremer est parfois utilisée mais il s'agit d'une ligue virtuelle sans existence juridique.

## Rôle
Les comités territoriaux sont chargés de promouvoir le développement du rugby sous toutes ses formes (rugby à XV, rugby à sept, rugby à 5, féminines, scolaires...) et de gérer les clubs et les compétitions sur leur territoire.
Jusqu'en 1933, les comités décident des participations aux divers championnats de France et choisissant le club qui le représente, en contradiction parfois avec les résultats acquis sur le terrain lors des compétitions régionales. C'est par exemple une des raisons de la formation du comité Armagnac-Bigorre.
Chaque comité possède des sélections représentatives qui s'affrontent dans diverses compétitions des jeunes aux seniors, comme le Challenge des Comités (joueurs de moins de 26 ans) et la Coupe de la Fédération. Les meilleures d'entre elles chez les seniors participent à la Coupe d'Europe des régions de rugby à XV.
Les comités territoriaux chapeautent les comités départementaux, appelés CD suivi du numéro du département. Leur création dans les années 1990 a pour but de prendre acte du développement du rugby. Ils succèdent aux délégations départementales qui avaient été mises en place au gré de l'apparition des clubs.

## Liste des comités en 2017-2018
| Comité             | Période                  |
| ------------------ | ------------------------ |
| Île-de-France      | ? - 2018                 |
| Midi-Pyrénées      | 1906-2018                |
| Lyonnais           | 1897-2018                |
| Provence           | 1929-2018                |
| Languedoc          | 1906-2018                |
| Côte basque Landes | 1911-2018                |
| Côte d'Argent      | 1910-2018                |
| Alpes              | 1898-2018                |
| Limousin           | 1942-2018                |
| Périgord Agenais   | 1910-2018                |
| Auvergne           | 1907- ? puis 1942-2018   |
| Centre             | ? - 2018                 |
| Armagnac-Bigorre   | 2012-2018                |
| Côte d'Azur        | ? - 2018                 |
| Bourgogne          | ? - 2018                 |
| Poitou-Charentes   | ? - 2018                 |
| Flandres           | 1950-2018                |
| Pays de la Loire   | ? - 2018                 |
| Normandie          | ? - 2018                 |
| Drôme-Ardèche      | 1986-2018                |
| Bretagne           | ? - 2018                 |
| Béarn              | 1940-2018                |
| Pays catalan       | 1929-1942 puis 1950-2018 |
| Lorraine           | 2012-2018                |
| Franche-Comté      | ? - 2018                 |
| Alsace             | 2012-2018                |
| La Réunion         |                          |
| Corse              | ? - 2018                 |
| Guadeloupe         | Depuis 1974              |
| Nouvelle-Calédonie | Depuis 1964              |
| Martinique         | Depuis 1974              |
| Guyane             | Depuis 1974              |
| Wallis-et-Futuna   |                          |
| Mayotte            | Depuis 1991              |

## Comités de France métropolitaine

### Alpes
| Fondé en         | Siège                   | Clubs      | Licenciés au 31 mai 2015 |
| ---------------- | ----------------------- | ---------- | ------------------------ |
| 13 novembre 1898 | Montbonnot-Saint-Martin | Plus de 60 | Plus de 14000            |

| Territoire couvert                          | Clubs |
| ------------------------------------------- | ----- |
| Sud de l'Isère (arrondissement de Grenoble) | 37    |
| Haute-Savoie                                | 11    |
| Savoie                                      | 10    |

| Meilleurs clubs en 2015-2016 | Nombre de clubs | Nom(s)                           |
| ---------------------------- | --------------- | -------------------------------- |
| Top 14                       | 1               | FC Grenoble                      |
| Pro D2                       | 0               |                                  |
| Fédérale 1                   | 1               | SO Chambéry                      |
| Fédérale 2                   | 3               | FCS Rumilly, Annecy, RC Seyssins |

La médecin Max Micoud, président du FC Grenoble de 1974 à 1985 et conseiller municipal, général et régional, a été président du comité des Alpes.
En 1986, les clubs de la Drôme et de l'Ardèche quittent le comité pour former le Comité Drôme-Ardèche de rugby.
Christian Dullin est président du comité de 1996 à 2016. Il est également secrétaire général adjoint de la FFR de 2001 à 2008 et secrétaire général depuis 2016.
Le 3 septembre 2016, à Montbonnot-Saint-Martin, la liste de 25 membres conduite par Yves Chenal est élue avec 94 % des suffrages exprimés.
En 2018, le comité Alpes fusionne avec les comités Auvergne, du Lyonnais et Drôme-Ardèche pour former la Ligue régionale Auvergne-Rhône-Alpes de rugby.

### Alsace
| Fondé en         | Siège                  | Clubs | Licenciés en 2012 |
| ---------------- | ---------------------- | ----- | ----------------- |
| 1er juillet 2012 | Illkirch-Graffenstaden | 17    | 3500              |

| Territoire couvert | Clubs |
| ------------------ | ----- |
| Bas-Rhin           | 9     |
| Haut-Rhin          | 8     |

| Meilleurs clubs en 2015-2016 | Nombre de clubs | Nom(s)                |
| ---------------------------- | --------------- | --------------------- |
| Top 14                       | 0               |                       |
| Pro D2                       | 0               |                       |
| Fédérale 1                   | 1               | Rugby club Strasbourg |
| Fédérale 2                   | 0               |                       |

Armando Cutone est président de sa création, en 2012, à sa dissolution, en 2018,.
En 2018, le comité Alsace fusionne avec le comité Lorraine et une partie des comités Bourgogne, des Flandres et d'Île-de-France pour former la Ligue régionale Grand Est de rugby. Armando Cutone, candidat face à Joël Terrier, président du comité Lorraine, est élu premier président de la ligue avec 52,53 % des voix.

### Alsace-Lorraine
Le comité Alsace-Lorraine a accueilli le Rugby Club de Luxembourg dans ses compétitions, mais celui-ci n'a jamais eu le droit de participer aux phases finales menant aux titres de Champion de France.
Jean-Louis Dubois est président du comité de 2004 jusqu'à sa scission, en 2012.
Le comité territorial d'Alsace-Lorraine de rugby est dissous le 23 juin 2012 à Sélestat pour se scinder en deux comités distincts. Six ans plus tard, tous les clubs alsaciens et lorrains sont finalement réunis au sein de la nouvelle Ligue régionale Grand Est de rugby.

### Armagnac-Bigorre
| Fondé en       | Siège  | Clubs      | Licenciés au 31 mai 2015 |
| -------------- | ------ | ---------- | ------------------------ |
| 3 juillet 1912 | Tarbes | Plus de 50 | Plus de 11000            |

| Territoire couvert | Clubs |
| ------------------ | ----- |
| Gers               | 26    |
| Hautes-Pyrénées    | 30    |

| Meilleurs clubs en 2015-2016 | Nombre de clubs | Nom(s)                                                              |
| ---------------------------- | --------------- | ------------------------------------------------------------------- |
| Top 14                       | 0               |                                                                     |
| Pro D2                       | 1               | Tarbes Pyrénées                                                     |
| Fédérale 1                   | 3               | FC Auch, Stade bagnerais, Lombez Samatan club                       |
| Fédérale 2                   | 4               | Union sportive l'isloise, FC Lourdes, AS Fleurantine, CA Lannemezan |

Localisation du comité d'Armagnac-Bigorre de rugby.

En 1912, le comité des Pyrénées se scinde en deux à la suite d'une rivalité exacerbée entre le Stadoceste tarbais et le Stade toulousain. Le championnat de France n'accueille alors qu'un seul club par comité, choisi par celui-ci. Or, alors même que le Stadoceste tarbais avait remporté le championnat des Pyrénées en 1910 et 1911, c'est Toulouse qui fut choisi. Le 11 février 1912, à Sarrouilles, au stade Jules-Soulé, pour le match retour du championnat des Pyrénées de première série, le « Stado » et le Stade toulousain font match nul 3 à 3, sous les quolibets et les insultes du  public tarbais. Des incidents éclatent dans les tribunes et l'arbitre doit sortir du terrain sous la protection des gendarmes à cheval. Vainqueur au match aller, le Stade toulousain récupère son titre de champion des Pyrénées et représente le comité en championnat de France (qu'il remporte d'ailleurs face au Racing club de France).
À cause des incidents de Tarbes, le Comité des Pyrénées décide de suspendre le stade Jules-Soulé pour trois ans. Le 14 mai 1912, le Conseil de l'USFSA décide dans l'urgence d'exclure du comité des Pyrénées les départements du Gers et des Hautes-Pyrénées. Le 3 juillet, et après levée des sanctions prises à l'égard du Stadoceste, le nouveau comité Armagnac et Bigorre voit le jour au cours de son assemblée constitutive sous la présidence de l'ex-Toulousain du SOET (Stade olympien des étudiants toulousains), le vétérinaire Maurice Trélut.
De juin 1995 à février 2001, Alain Doucet est président du comité d'Armagnac-Bigorre. Il devient ensuite secrétaire général de la FFR de 2001 à 2016. Antoine Marin lui succède à la présidence de 2001 à 2018.
En 2018, le comité fusionne avec les comités Midi-Pyrénées, du Languedoc et du Pays Catalan pour former la Ligue régionale Occitanie de rugby. En décembre 2017, Alain Doucet, soutenu par Bernard Laporte, est élu premier président de la ligue face au président du comité Midi-Pyrénées Gilles Sicre.
Palmarès international des clubs régionaux
- FC Auch
  - Vainqueur du Bouclier européen (1) : 2005

### Auvergne
| Fondé en       | Siège            | Clubs      | Licenciés au 31 mai 2015 |
| -------------- | ---------------- | ---------- | ------------------------ |
| 1907 puis 1942 | Clermont-Ferrand | Plus de 70 | Plus de 11000            |

| Territoire couvert                                                              | Clubs |
| ------------------------------------------------------------------------------- | ----- |
| Allier                                                                          | 12    |
| Nord et Est du Cantal                                                           | 6     |
| Corrèze (AS Bort-les-Orgues)                                                    | 1     |
| Haute-Loire (sauf R.C. des Hauts Plateaux à Tence dans le comité Drôme-Ardèche) | 7     |
| Puy-de-Dôme                                                                     | 40    |

| Meilleurs clubs en 2015-2016 | Nombre de clubs | Nom(s)                |
| ---------------------------- | --------------- | --------------------- |
| Top 14                       | 1               | ASM Clermont Auvergne |
| Pro D2                       | 1               | Stade aurillacois     |
| Fédérale 1                   | 0               |                       |
| Fédérale 2                   | 1               | Montluçon rugby       |

Le comité Auvergne apparaît en 1942, issu de l'ancien comité du Centre, avec le Puy-de-Dôme, le Cantal et la Haute-Loire.
Jean Lacampagne est président du comité de 2005 à 2016. En 2016, deux listes s'opposent lors de l'élection pour renouveler le comité directeur, une première depuis 1992. Elles sont menés par Gérard Queyrel, secrétaire général sortant du comité, et Marc Vaure, secrétaire du club de Billom et membre du comité directeur du comité depuis 1996. Le 17 septembre 2016, Marc Vaure est élu avec 56,28% des suffrages exprimés, il est notamment accompagné de l'ancien pilier et talonneur du XV de France Philippe Marocco.
En 2018, le comité Auvergne fusionne avec les comités Alpes, du Lyonnais et Drôme-Ardèche pour former la Ligue régionale Auvergne-Rhône-Alpes de rugby.
Palmarès international des clubs régionaux
- ASM Clermont Auvergne
  - Vainqueur du Challenge européen (2) : 1999 et 2007

### Béarn
| Fondé en | Siège | Clubs | Licenciés au 31 mai 2015 |
| -------- | ----- | ----- | ------------------------ |
| 1940     | Pau   | 40    | Plus de 8000             |

| Territoire couvert                                       | Clubs |
| -------------------------------------------------------- | ----- |
| Landes (communes d’Aire-sur-l'Adour et Miramont-Sensacq) | 2     |
| Est des Pyrénées-Atlantiques                             | 38    |

| Meilleurs clubs en 2015-2016 | Nombre de clubs | Nom(s)                                 |
| ---------------------------- | --------------- | -------------------------------------- |
| Top 14                       | 1               | Section paloise                        |
| Pro D2                       | 0               |                                        |
| Fédérale 1                   | 2               | Sport athlétique mauléonais, FC Oloron |
| Fédérale 2                   | 1               | Union sportive Morlaàs rugby           |

Le comité du Béarn est le plus petit comité métropolitain.
Les clubs d'Aire-sur-l'Adour et de Miramont-Sensacq sont les deux seuls clubs des Landes appartenant au comité du Béarn.
Jean Piquet est président du comité jusqu'en 2004. Robert Casadebaig, président de Laruns de 1992 à 2004, lui succède alors. Il reste à la tête du comité pendant huit ans. En juin 2012, Serge Raballo lui succède.
Lors de l'assemblée générale élective d'octobre 2016, le vice-président du comité, Maurice Buzy-Pucheu, présente une liste dissidente face au président sortant. Cependant, cette liste est invalidée le jour de l'élection car le bulletin sur lequel devaient figurer les 37 noms de la liste n'en comprenait que 36. La liste de Serge Raballo est seule candidate et élue au comité directeur. Ce dernier est élu président mais son élection ne reçoit pas l'approbation des présidents de club (122 voix contre et 105 pour). Après quelques semaines sans président, Serge Raballo est tout de même élu président par intérim, avant de céder sa place à Hubert Bagès en janvier 2017, président du comité jusqu'à sa dissolution en juin 2018,.
En 2018, le comité fusionne avec les comités de la Côte basque Landes, de la Côte d'Argent, du Limousin, du Périgord Agenais et du Poitou-Charentes pour former la Ligue régionale Nouvelle-Aquitaine de rugby.
Palmarès international des clubs régionaux
- Section paloise
  - Vainqueur du Challenge européen (1) : 2000

### Bourgogne
| Fondé en | Siège  | Clubs | Licenciés au 31 mai 2015 |
| -------- | ------ | ----- | ------------------------ |
|          | Beaune | 68    | Plus de 10000            |

| Territoire couvert                                                                            | Clubs |
| --------------------------------------------------------------------------------------------- | ----- |
| Côte-d'Or                                                                                     | 19    |
| Haute-Marne (arrondissements de Chaumont et de Langres pris en charge par le CD de Côte-d’Or) | 2     |
| Nièvre                                                                                        | 7     |
| Saône-et-Loire                                                                                | 29    |
| Yonne                                                                                         | 7     |

| Meilleurs clubs en 2017-2018 | Nombre de clubs | Nom(s)                                       |
| ---------------------------- | --------------- | -------------------------------------------- |
| Top 14                       | 0               |                                              |
| Pro D2                       | 1               | USO nivernaise                               |
| Fédérale 1                   | 1               | AS Mâconnaise                                |
| Fédérale 2                   | 3               | CO Creusot Bourgogne, CS beaunois, CS Nuiton |

Jean-François Contant est président du comité de 2005 à 2018.
En 2018, le comité Bourgogne fusionne avec le comité Franche-Comté pour former la Ligue régionale Bourgogne-Franche-Comté de rugby. Son président, Jean-François Contant, est élu premier président de la ligue avec 51,83 % des voix face à Alain Piguet, soutenu par Bernard Laporte, président de la FFR.
Les clubs de Haute-Marne sont eux intégrés à la Ligue régionale Grand Est de rugby.

### Bretagne
| Fondé en | Siège     | Clubs | Licenciés au 31 mai 2015 |
| -------- | --------- | ----- | ------------------------ |
|          | Chantepie | 60    | Plus de 8000             |

| Territoire couvert | Clubs |
| ------------------ | ----- |
| Côtes-d'Armor      | 11    |
| Finistère          | 16    |
| Ille-et-Vilaine    | 14    |
| Morbihan           | 13    |

| Meilleurs clubs en 2015-2016 | Nombre de clubs | Nom(s)     |
| ---------------------------- | --------------- | ---------- |
| Top 14                       | 0               |            |
| Pro D2                       | 1               | RC Vannes  |
| Fédérale 1                   | 1               | Rennes EC  |
| Fédérale 2                   | 1               | SC Le Rheu |

Logo du Comité de Bretagne.

Jean-Paul Canaud est le président du comité Bretagne de 2008 à 2016. En décembre 2016, fraîchement réélu, il démissionne après que 60 % des clubs bretons aient voté pour la liste de Bernard Laporte lors des élections fédérales alors qu'il était lui-même engagé auprès du président sortant de la Fédération française de rugby et candidat à un nouveau mandat Pierre Camou.
En 2018, le comité se transforme en Ligue régionale Bretagne de rugby. Yvon Colléaux, président du comité à partir de janvier 2017, devient le premier président de la ligue.

### Centre
| Fondé en | Siège  | Clubs | Licenciés au 31 mai 2015 |
| -------- | ------ | ----- | ------------------------ |
|          | Olivet | 60    | Plus de 11000            |

| Territoire couvert | Clubs |
| ------------------ | ----- |
| Cher               | 13    |
| Eure-et-Loir       | 8     |
| Indre              | 7     |
| Indre-et-Loire     | 8     |
| Loir-et-Cher       | 8     |
| Loiret             | 11    |

| Meilleurs clubs en 2015-2016 | Nombre de clubs | Nom(s)                                         |
| ---------------------------- | --------------- | ---------------------------------------------- |
| Top 14                       | 0               |                                                |
| Pro D2                       | 0               |                                                |
| Fédérale 1                   | 0               |                                                |
| Fédérale 2                   | 3               | RC Orléans, Rugby Chartres Métropole, US Tours |

L'Orléanais est devenu comité du Centre au début des années 1990 en perdant la partie de la Nièvre qui était sous sa responsabilité. Ce comité couvre alors l'équivalent de la région administrative du Centre.
Patrice Doctrinal est président du comité de 1996 à 2016. En 2016, deux listes s'opposent lors du renouvellement du comité exécutif. Elles sont menées par André Prigent, secrétaire général sortant du comité, et par Eric Lagrange. Le 17 septembre 2016, à Olivet, la liste « Au plus proche des clubs » conduite par André Prigent est élue avec 244 voix sur 440 suffrages exprimés.
En 2018, le comité se transforme en Ligue régionale Centre-Val de Loire de rugby. André Prigent, président du comité, devient le premier président de la ligue.

### Corse
| Fondé en | Siège    | Clubs | Licenciés au 31 mai 2015 |
| -------- | -------- | ----- | ------------------------ |
|          | Lucciana | 11    | Plus de 1000             |

| Territoire couvert | Clubs |
| ------------------ | ----- |
| Corse-du-Sud       | 4     |
| Haute-Corse        | 7     |

| Meilleurs clubs en 2015-2016 | Nombre de clubs | Nom(s) |
| ---------------------------- | --------------- | ------ |
| Top 14                       | 0               |        |
| Pro D2                       | 0               |        |
| Fédérale 1                   | 0               |        |
| Fédérale 2                   | 0               |        |

En 2016, Jean-Simon Savelli succède à Henry Savary à la tête du comité. Il est élu avec 92 % des suffrages exprimés contre 8 % pour la liste conduite par Joël Rafalli.
En 2018, le comité se transforme en Ligue régionale Corse de rugby. Jean-Simon Savelli, président du comité, devient le premier président de la ligue.

### Côte d'Argent
| Fondé en | Siège     | Clubs | Licenciés au 31 mai 2015 |
| -------- | --------- | ----- | ------------------------ |
| 1911     | Gradignan | 70    | Plus de 14000            |

| Territoire couvert            | Clubs |
| ----------------------------- | ----- |
| Gironde                       | 53    |
| Dordogne (commune de Vélines) | 1     |
| Tiers nord des Landes         | 12    |

| Meilleurs clubs en 2015-2016 | Nombre de clubs | Nom(s)                                                   |
| ---------------------------- | --------------- | -------------------------------------------------------- |
| Top 14                       | 1               | Union Bordeaux Bègles                                    |
| Pro D2                       | 0               |                                                          |
| Fédérale 1                   | 3               | Stade langonnais, Saint-Médard-en-Jalles RC, UA Libourne |
| Fédérale 2                   | 2               | CA Lormont Haut-de-Garonne, RC Arcachon La Teste         |

En 2012, Philippe Barbe est élu président du comité après avoir été secrétaire général adjoint de 2004 à 2008 puis secrétaire général de 2008 à 2012. Joueur de Mérignac de 1964 à 1973, il crée et préside ensuite le club du Haillan jusqu'en 1985 avant de revenir à Mérignac et de co-présidé le club de 1995 à 2000. Il succède à Christian Bagate, président du Club Athlétique Béglais omnisports de 1992 à 2019, et est réélu en 2016.
En 2018, le comité fusionne avec les comités du Béarn, de la Côte basque Landes, du Limousin, du Périgord Agenais et du Poitou-Charentes pour former la Ligue régionale Nouvelle-Aquitaine de rugby.

### Côte d'Azur
| Fondé en | Siège     | Clubs | Licenciés au 31 mai 2015 |
| -------- | --------- | ----- | ------------------------ |
|          | Le Pradet | 40    | Plus de 8000             |

| Territoire couvert | Clubs |
| ------------------ | ----- |
| Alpes-Maritimes    | 7     |
| Var                | 26    |
| Monaco             | 1     |

| Meilleurs clubs en 2015-2016 | Nombre de clubs | Nom(s)                                                      |
| ---------------------------- | --------------- | ----------------------------------------------------------- |
| Top 14                       | 1               | RC Toulon                                                   |
| Pro D2                       | 0               |                                                             |
| Fédérale 1                   | 2               | Rugby olympique de Grasse, US Seynoise                      |
| Fédérale 2                   | 3               | Stade Niçois, RC Carqueiranne-Hyères, CA Raphaëlo-Fréjusien |

Localisation du comité de Côte d'Azur de rugby.

Le comité du Littoral est devenu comité de Côte d'Azur en 1985.
En plus des clubs des départements des Alpes-Maritimes et du Var, le comité Côte d’Azur accueille également le club de l'AS Monaco.
Henri Mondino est président du comité de 2005 à 2018.
En 2018, le comité Côte d'Azur fusionne avec le comité Provence pour former la Ligue régionale Provence Alpes Côte d'Azur de rugby. Son président, Henri Mondino, devient le premier président de la ligue.
Palmarès international des clubs régionaux
- RC Toulon
  - Vainqueur du Coupe d'Europe (3) : 2013, 2014 et 2015

### Côte basque Landes
| Fondé en | Siège   | Clubs | Licenciés au 31 mai 2015 |
| -------- | ------- | ----- | ------------------------ |
| 1911     | Bayonne | 61    | 14883                    |

| Territoire couvert         | Clubs |
| -------------------------- | ----- |
| Deux-tiers sud des Landes  | 34    |
| Pyrénées-Atlantiques-ouest | 29    |

| Meilleurs clubs en 2015-2016 | Nombre de clubs | Nom(s) |
| ---------------------------- | --------------- | --- |
| Top 14                       | 0               | |
| Pro D2                       | 4               | Biarritz olympique, US Dax, Stade montois, Aviron bayonnais                                                                         |
| Fédérale 1                   | 2               | Anglet ORC, Tyrosse RCS |
| Fédérale 2                   | 8               | Stade hendayais, Boucau Tarnos stade, US Orthez, Saint-Paul, Saint-Jean De Luz OR, Peyrehorade Sports, US Nafarroa, SA Hagetmautien |

Après s'être longtemps appelé comité Côte basque, le comité devient Côte basque Landes.
Pierre Camou, président de la FFR de 2008 à 2016, est trésorier du comité Côte basque Landes de 1976 à 1996 puis président de 1996 à 2008. Pierre Balirac lui succède à la présidence de 2008 à 2016.
Le 8 octobre 2016, Michel Dupuy succède à Pierre Balirac à la tête du comité. Le président de la FFR Pierre Camou, le président sortant Pierre Balirac et le trésorier général de la FFR Christian Garnier sont élus au comité directeur.
En 2018, le comité fusionne avec les comités du Béarn, de la Côte d'Argent, du Limousin, du Périgord Agenais et du Poitou-Charentes pour former la Ligue régionale Nouvelle-Aquitaine de rugby.
Palmarès international des clubs régionaux
- Biarritz olympique
  - Vainqueur du Challenge européen (1) : 2012

### Drôme-Ardèche
| Fondé en    | Dissolution  | Clubs | Licenciés au 31 mai 2015 |
| ----------- | ------------ | ----- | ------------------------ |
| 14 mai 1986 | 30 juin 2018 | 54    | 8335                     |

### Franche-Comté
| Fondé en | Siège    | Clubs | Licenciés au 31 mai 2015 |
| -------- | -------- | ----- | ------------------------ |
|          | Besançon | 22*   | Plus de 3500             |

| Territoire couvert    | Clubs |
| --------------------- | ----- |
| Doubs                 | 9*    |
| Jura                  | 9     |
| Haute-Saône           | 4     |
| Territoire de Belfort | 1*    |

- Le total est de 22 et non de 23, un club étant à cheval sur le Doubs et le Territoire de Belfort (RC Belfort-Montbéliard).

| Meilleurs clubs en 2015-2016 | Nombre de clubs | Nom(s)               |
| ---------------------------- | --------------- | -------------------- |
| Top 14                       | 0               |                      |
| Pro D2                       | 0               |                      |
| Fédérale 1                   | 0               |                      |
| Fédérale 2                   | 1               | U.S. Tavaux Damparis |

Liste des présidents
- ? - 1998 : Gilles Lapraye
- 1998 - 2016 : Claude Jeannot
- 2016 - 2018 : Michel Liboz

En 2018, le comité Franche-Comté fusionne avec le comité Bourgogne pour former la Ligue régionale Bourgogne-Franche-Comté de rugby.

### Flandres
| Fondé en | Siège             | Clubs | Licenciés au 31 mai 2015 |
| -------- | ----------------- | ----- | ------------------------ |
| 1950     | Villeneuve-d'Ascq | 57    | 9321                     |

| Territoire couvert | Clubs |
| ------------------ | ----- |
| Aisne              | 6     |
| Ardennes           | 4     |
| Nord               | 21    |
| Pas-de-Calais      | 11    |
| Somme              | 5     |

| Meilleurs clubs en 2015-2016 | Nombre de clubs | Nom(s)                     |
| ---------------------------- | --------------- | -------------------------- |
| Top 14                       | 0               |                            |
| Pro D2                       | 0               |                            |
| Fédérale 1                   | 1               | Lille Métropole rugby club |
| Fédérale 2                   | 1               | RC Arras                   |

Présidents
- Richard Gradel
- 2012-2018 : Jean-Louis Lamy

Localisation du comité des Flandres de rugby.

En 2018, le comité fusionne avec une partie du comité Île-de-France pour former la Ligue régionale Hauts-de-France de rugby. Jean-Louis Lamy, président du comité, devient le premier président de la ligue.

### Île-de-France
| Fondé en | Siège | Clubs | Licenciés à la fin de juin 2015 |
| -------- | ----- | ----- | ------------------------------- |
|          | Paris | 168   | 45319                           |

| Territoire couvert                 | Clubs |
| ---------------------------------- | ----- |
| Aisne (commune de Château-Thierry) | 1     |
| Aube                               | 2     |
| Marne                              | 4     |
| Haute-Marne (Saint-Dizier)         | 1     |
| Oise                               | 10    |
| Paris                              | 28    |
| Seine-et-Marne                     | 18    |
| Yvelines                           | 28    |
| Essonne                            | 26    |
| Hauts-de-Seine                     | 23    |
| Seine-Saint-Denis                  | 21    |
| Val-de-Marne                       | 14    |
| Val-d'Oise                         | 10    |

| Meilleurs clubs en 2015-2016 | Nombre de clubs | Nom(s) |
| ---------------------------- | --------------- | --- |
| Top 14                       | 2               | Stade français Paris, Racing 92 |
| Pro D2                       | 0               | |
| Fédérale 1                   | 2               | Rugby club Massy Essonne, AC Bobigny |
| Fédérale 2                   | 9               | CSM gennevillois, RC Suresnes, RC Compiegnois, CA Orsay RC, Stade domontois rugby club, Paris université club, Clamart rugby 92, Beauvais XV RC, St-Denis US |

Logo du comité.

Bernard Lapasset, président de la FFR de 1991 à 2008, est président du comité Île-de-France de 1988 à 1991.
Bernard Guérin, dirigeant du Racing club de France, est président du comité de 1994 à 1996, avant que André Lesbats, président du comité départemental du Val-de-Marne, lui succède de 1996 à 2004.
Jean-Louis Boujon est à la tête du comité de 2004 à 2017. Il est également directeur de l'Union nationale du sport scolaire de 1995 à 2010 et vice-président de la FFR de 2008 à 2016. Il se retire en 2017 pour raisons de santé.
En 2018, le comité se transforme en Ligue régionale Île-de-France de rugby réservée aux clubs sur le territoire de la région administrative d'Île-de-France. Les autres clubs rejoignent les ligues Grand Est et Hauts-de-France. Florian Grill, président du comité à partir du 27 juin 2017, devient le premier président de la ligue.
Palmarès international des clubs régionaux
- Stade français Paris
  - Vainqueur du Challenge européen (1) : 2017

### Languedoc
| Fondé en | Siège    | Clubs | Licenciés à la mi-juin 2015 |
| -------- | -------- | ----- | --------------------------- |
| 1906     | Narbonne | 87    | 14952                       |

| Territoire couvert | Clubs |
| ------------------ | ----- |
| Aude               | 29    |
| Hérault            | 38    |
| Lozère             | 3     |

| Meilleurs clubs en 2015-2016 | Nombre de clubs | Nom(s)                                                   |
| ---------------------------- | --------------- | -------------------------------------------------------- |
| Top 14                       | 1               | Montpellier HR                                           |
| Pro D2                       | 2               | US Carcassonne, AS Béziers                               |
| Fédérale 1                   | 3               | Rugby olympique agathois, Rugby Club nîmois, RC Narbonne |
| Fédérale 2                   | 2               | Aviron Gruissanais, SC Leucate Corbières Méditerranée XV |

Localisation du comité du Languedoc de rugby.

Le comité du Languedoc est né de la scission du Comité du Sud en 1906 en deux comités. Celui-ci est séparé en comité des Pyrénées et comité du Languedoc. 
En 1929, le département des Pyrénées-Orientales quitte le comité pour former le nouveau comité du Roussillon. En 1942, le Roussillon est à nouveau réuni au Languedoc. En 1950, le Roussillon reprit son indépendance, tandis que le comité du Languedoc retrouve sa forme ancienne (Aude, Hérault, Lozère (qui quitte l'Auvergne), arrondissements de Millau et de Saint-Affrique dans l'Aveyron et ceux du Vigan et d'Alès dans le Gard).
En 1984, le Languedoc prend sa forme finale (Aude, Hérault et Lozère). Le comité du Languedoc a alors la particularité de ne pas avoir de continuité territoriale car la Lozère est séparée de l'Hérault et de l'Aude par le Gard.
Francis Sénégas est président du comité de 1984 jusqu'au 5 mai 2000. Natif de Canet-d'Aude, il d'abord soigneur du Racing Club narbonnais, de 1964 à 1978, délégué sportif de 1978 à 1982, puis président du comité, de 1984 à 2000. Durant ses seize ans de présidence, le Languedoc gagne 78 titres nationaux, toutes séries et toutes divisions confondues. Il est également secrétaire général de la Fédération française de rugby de 1988 à 1992 et membre du conseil de l'International Rugby Board de 1988 à 1994.
Guy Molveau lui succède le 9 mai 2000, avant de démissionner à son tour 17 ans après, jour pour jour. Il est également secrétaire général adjoint de la FFR de 2008 à 2012. Le trésorier général, René Bes, est président du comité du 9 mai 2017 jusqu'à sa dissolution.
En 2018, le comité fusionne avec les comités Midi-Pyrénées, du Pays Catalan et d'Armagnac-Bigorre pour former la Ligue régionale Occitanie de rugby. Le président intérimaire du comité devient trésorier général dans le premier comité directeur de la ligue.
Palmarès international des clubs régionaux
- Montpellier HR
  - Vainqueur du Challenge européen (1) : 2016
  - Vainqueur du Bouclier européen (1) : 2004
  - Vainqueur de la Coupe d'Europe féminine (1) : 2008

### Limousin
| Fondé en | Siège | Clubs | Licenciés au 31 mai 2015 |
| -------- | ----- | ----- | ------------------------ |
| 1942     | Brive | 78    | 11276                    |

| Territoire couvert                              | Clubs |
| ----------------------------------------------- | ----- |
| Sud-ouest du Cantal (le reste à l’Auvergne)     | 6     |
| Corrèze (sauf canton de Bort-les-Orgues)        | 36    |
| Creuse                                          | 4     |
| Dordogne (commune de Terrasson)                 | 1     |
| Lot (cantons de Figeac, Souillac et Saint-Céré) | 10    |
| Haute-Vienne                                    | 16    |

| Meilleurs clubs en 2014-2015 | Nombre de clubs | Nom(s)                                                  |
| ---------------------------- | --------------- | ------------------------------------------------------- |
| Top 14                       | 1               | CA Brive                                                |
| Pro D2                       | 0               |                                                         |
| Fédérale 1                   | 2               | Limoges rugby, SC Tulle                                 |
| Fédérale 2                   | 2               | AS Saint-Junien, GS Figeac, EV Malemort Brive Olympique |

Roger Fite, ancien joueur du CA Brive et SC Tulle et international français de rugby à XV (2 sélections), est président du comité de 2000 à 2012. En juin 2012, Jean-Jacques Gourdy, ancien président du CA Brive de 1986 à 1995, est élu président du comité et Pierre Villepreux, ancien entraîneur du XV de France et directeur technique national de la FFR, devient vice-président et responsable de la commission sportive,,.
En 2018, le comité fusionne avec les comités du Béarn, de la Côte basque Landes, de la Côte d'Argent, du Limousin, du Périgord Agenais et du Poitou-Charentes pour former la Ligue régionale Nouvelle-Aquitaine de rugby.
Les clubs du Lot intègrent la Ligue régionale Occitanie de rugby tandis que ceux du Cantal rejoignent la Ligue régionale Auvergne-Rhône-Alpes de rugby.
Palmarès international des clubs régionaux
- CA Brive
  - Vainqueur du Coupe d'Europe (1) : 1997

### Lorraine
| Fondé en         | Siège     | Clubs | Licenciés au 7 janvier 2016 |
| ---------------- | --------- | ----- | --------------------------- |
| 1er juillet 2012 | Tomblaine | 26    | 4173                        |

| Territoire couvert | Clubs |
| ------------------ | ----- |
| Meurthe-et-Moselle | 8     |
| Meuse              | 3     |
| Moselle            | 11    |
| Vosges             | 6     |

| Meilleurs clubs en 2015-2016 | Nombre de clubs | Nom(s) |
| ---------------------------- | --------------- | ------ |
| Top 14                       | 0               |        |
| Pro D2                       | 0               |        |
| Fédérale 1                   | 0               |        |
| Fédérale 2                   | 0               |        |

Alain Lux est président de sa création, en 2012, jusqu'au élections territoriales de 2016. Le 9 juillet 2016, à Tomblaine, la liste conduite par Joël Terrier et comprenant 12 nouveaux membres sur 41 ainsi que l'ancien président Alain Lux, est élue avec 94,55% des suffrages exprimés (139 voix sur 147, 8 abstentions).
En 2018, le comité Lorraine fusionne avec le comité Alsace et une partie des comités Bourgogne, des Flandres et d'Île-de-France pour former la Ligue régionale Grand Est de rugby. Joël Terrier est candidat face à Armando Cutone, président du comité Alsace soutenu par le président de la FFR Bernard Laporte mais s'incline en ne recueillant que 47,17 % des voix. En 2024, Joël Terrier succède à Armando Cutone à la tête de la ligue.

### Lyonnais
| Fondé en | Siège     | Clubs | Licenciés au 8 janvier 2016 |
| -------- | --------- | ----- | --------------------------- |
| 1897     | Chaponnay | 93    | 18886                       |

| Territoire couvert | Clubs |
| ------------------ | ----- |
| Ain                | 22    |
| Nord de l'Isère    | 19    |
| Loire              | 9     |
| Rhône              | 23    |
| Suisse             | 1     |

| Meilleurs clubs en 2015-2016 | Nombre de clubs | Nom(s) |
| ---------------------------- | --------------- | --- |
| Top 14                       | 1               | Lyon OU                                                                                                   |
| Pro D2                       | 2               | US Oyonnax, US bressane                                                                                   |
| Fédérale 1                   | 2               | CS Bourgoin-Jallieu                                                                                       |
| Fédérale 2                   | 6               | ASVEL rugby, US Beaurepaire, CS Villefranche-sur-Saône, Saint-Savin sportif, US Meyzieu, CA Saint-Étienne |

En 2014, le club suisse du Servette Rugby Club de Genève intègre le comité du Lyonnais.
En 2018, le comité du Lyonnais fusionne avec les comités Alpes, Auvergne et Drôme-Ardèche pour former la Ligue régionale Auvergne-Rhône-Alpes de rugby.
Palmarès international des clubs régionaux
- CS Bourgoin-Jallieu
  - Vainqueur du Challenge européen (1) : 1997

### Midi-Pyrénées
| Fondé en | Siège    | Clubs | Licenciés au 30 janvier 2016 |
| -------- | -------- | ----- | ---------------------------- |
| 1906     | Toulouse | 190   | 35464                        |

| Territoire couvert           | Clubs |
| ---------------------------- | ----- |
| Ariège                       | 24    |
| Aveyron                      | 16    |
| Haute-Garonne                | 68    |
| Lot (Cahors et Puy-l'Évêque) | 4     |
| Tarn                         | 36    |
| Tarn-et-Garonne              | 21    |
| Andorre                      | 1     |

| Meilleurs clubs en 2015-2016 | Nombre de clubs | Nom(s) |
| ---------------------------- | --------------- | --- |
| Top 14                       | 2               | Castres olympique, Stade toulousain |
| Pro D2                       | 3               | SC Albi, Colomiers rugby, US Montauban |
| Fédérale 1                   | 6               | Blagnac SCR, Avenir castanéen, SC Graulhet, AS Lavaur, Avenir valencien, Stade rhuténois                                                                                      |
| Fédérale 2                   | 12              | Balma ORC, Cahors rugby, CA castelsarrasin, Sporting Club decazevillois, UA Gaillac, SC Mazamet, SO Millau, RC Montauban, UA Saverdun, FC Villefranche, US Saint-Sulpice, LSA |

Le comité des Pyrénées est né de la scission du Comité du Sud en 1906 en deux comités. Celui-ci est séparé en comité des Pyrénées et comité du Languedoc. Octave Léry est le premier président du comité des Pyrénées. Il devient ensuite le premier président de la FFR de 1920 à 1928.
En 1912, le comité des Pyrénées se scinde en deux à la suite d'une rivalité exacerbée entre le Stadoceste tarbais et le Stade toulousain. Les départements du Gers et des Hautes-Pyrénées quittent le comité pour former le nouveau comité Armagnac et Bigorre.
Albert Ginesty, président de la FFR de 1939 à 1943, est président du comité des Pyrénées de 1925 à 1935. Jean Delbert, président de la FFR de 1962 à 1966, fût aussi président du comité.
Patrick Battut est président du comité de 2004 à 2016,. De 2008 à 2016, il est également vice-président de la FFR, chargé du Centre national du rugby et de la commission juridique. En 2016, il cède son poste à Gilles Sicre, président du Blagnac rugby de 2008 à 2011.
En 2018, le comité fusionne avec les comités du Languedoc, du Pays Catalan et d'Armagnac-Bigorre pour former la Ligue régionale Occitanie de rugby. Gilles Sicre, président du comité, est candidat à la présidence de la ligue mais il ne recueille que 27,8 % des voix face à Alain Doucet, ancien secrétaire général de la FFR et ancien président du comité Armagnac-Bigorre, qui est soutenu par Bernard Laporte, président de la FFR.

### Normandie
| Fondé en | Siège           | Clubs | Licenciés au 5 février 2016 |
| -------- | --------------- | ----- | --------------------------- |
|          | Le Thuit-Signol | 53    | 8672                        |

| Territoire couvert | Clubs |
| ------------------ | ----- |
| Calvados           | 8     |
| Eure               | 11    |
| Manche             | 9     |
| Orne               | 5     |
| Seine-Maritime     | 20    |

| Meilleurs clubs en 2015-2016 | Nombre de clubs | Nom(s)                |
| ---------------------------- | --------------- | --------------------- |
| Top 14                       | 0               |                       |
| Pro D2                       | 0               |                       |
| Fédérale 1                   | 1               | Stade rouennais Rugby |
| Fédérale 2                   | 0               |                       |

Jean-Claude Gosselin est président du comité de 2004 à 2016. En 2016, le secrétaire général Patrick Le Hiress lui succède mais il décède en septembre 2017 des suites d'une longue maladie. Dominique Barthélémy prend alors la présidence par intérim.
Avant même la fusion des régions Basse-Normandie et Haute-Normandie, le comité territorial est étendue sur les deux régions. Ainsi, en 2018, le comité se transforme en Ligue régionale Normandie de rugby sans changer son territoire d'administration. Dominique Barthélémy, président du comité, devient le premier président de la ligue.

### Pays catalan
| Fondé en               | Siège     | Clubs | Licenciés au 15 février 2016 |
| ---------------------- | --------- | ----- | ---------------------------- |
| 1er décembre 1929 1950 | Perpignan | 47    | 5842                         |

| Territoire couvert  | Clubs |
| ------------------- | ----- |
| Pyrénées-Orientales | 44    |

| Meilleurs clubs en 2015-2016 | Nombre de clubs | Nom(s)                                                     |
| ---------------------------- | --------------- | ---------------------------------------------------------- |
| Top 14                       | 1               | USA Perpignan                                              |
| Pro D2                       | 0               |                                                            |
| Fédérale 1                   | 1               | Céret sportif Vallespir                                    |
| Fédérale 2                   | 2               | Étoile sportive catalane, JO Prades Conflent Canigou rugby |

Localisation du comité du Pays Catalan de rugby.

En 1929, le comité du Roussillon est créé à partir de la scission du département des Pyrénées-Orientales du comité Languedoc. En 1942, le Roussillon est à nouveau réuni au Languedoc. En 1950, le Roussillon reprend son indépendance.
Créé en 2007, le club de Saint-Pierre-et-Miquelon est également rattaché au comité du Roussillon.
Le comité du Roussillon est rebaptisé comité du Pays catalan le 23 mai 2011.
Jean Dunyach est président du comité de 1992 à 2013. Il est également vice-président de la Fédération française de rugby, chargé du haut-niveau, de 2001 à 2016. Il se retire de la présidence en 2013 pour se consacrer à cette fonction. Paul Foussat, ancien joueur, entraîneur et dirigeant de l'Union sportive arlequins perpignanais, lui succède.
En 2018, le comité fusionne avec les comités Midi-Pyrénées, du Languedoc et d'Armagnac-Bigorre pour former la Ligue régionale Occitanie de rugby. Le comité du Pays catalan continue à exister en tant que comité départemental des Pyrénées-Orientales au sein de la ligue régionale.
Palmarès international des clubs régionaux
- USAP XV féminin
  - Vainqueur de la Coupe d'Europe féminine (1) : 2009

### Pays de la Loire
| Fondé en | Siège  | Clubs | Licenciés au 14 mars 2016 |
| -------- | ------ | ----- | ------------------------- |
|          | Nantes | 52    | 8681                      |

| Territoire couvert | Clubs |
| ------------------ | ----- |
| Loire-Atlantique   | 15    |
| Maine-et-Loire     | 7     |
| Mayenne            | 3     |
| Sarthe             | 5     |
| Vendée             | 6     |

| Meilleurs clubs en 2015-2016 | Nombre de clubs | Nom(s)        |
| ---------------------------- | --------------- | ------------- |
| Top 14                       | 0               |               |
| Pro D2                       | 0               |               |
| Fédérale 1                   | 1               | Stade nantais |
| Fédérale 2                   | 0               |               |

Logo du Comité de Pays de la Loire.

Le comité Atlantique (Loire-Atlantique, Maine-et-Loire, Mayenne, Vendée) est devenu le comité des Pays de la Loire en 1997. Il a alors récupéré la Sarthe qui dépendait auparavant de la Normandie.
Jacques Troger est président du comité de 2004 à 2012. Il est d'abord président du SC Angoulême (Poitou-Charente) de 1977 à 1982, club évoluant alors dans l'élite du rugby national. Yonnais d'origine, revenu en Vendée après sa carrière professionnelle, il est secrétaire général (1995-1998) puis président (1998-2003) du FC Yonnais rugby. De 2008 à 2012, il est également secrétaire général adjoint de la Fédération française de rugby.
En 2012, le président du comité départemental de Vendée, Alain Gripon, lui succède à la tête du comité régional. Le 20 juin 2015, il démissionne de toutes ses fonctions. Sa légitimité était de plus en plus contestée pour des faits survenus alors qu'il était président du comité de Vendée. Choisi par le comité directeur en place, Yannick Danaire est alors élu président du comité. Il quitte la présidence en octobre 2016, battu lors de l'élection du nouveau comité directeur par la liste dissidente menée par le trésorier général Dominique Coquelet.
En 2018, le comité se transforme en Ligue régionale Pays de la Loire de rugby. Dominique Coquelet, président du comité, devient le premier président de la ligue.

### Périgord Agenais
| Fondé en | Siège | Clubs | Licenciés au 11 mars 2016 |
| -------- | ----- | ----- | ------------------------- |
|          | Agen  | 69    | 11223                     |

| Territoire couvert | Clubs |
| ------------------ | ----- |
| Dordogne           | 32    |
| Lot-et-Garonne     | 42    |

| Meilleurs clubs en 2015-2016 | Nombre de clubs | Nom(s)                                                   |
| ---------------------------- | --------------- | -------------------------------------------------------- |
| Top 14                       | 0               |                                                          |
| Pro D2                       | 1               | SU Agen                                                  |
| Fédérale 1                   | 2               | US Bergerac, CA Périgueux                                |
| Fédérale 2                   | 4               | Stade belvesois, US Casteljaloux, US Marmande, CA Sarlat |

Localisation du comité du Périgord Agenais de rugby.

Roger Dantou, président de la FFR de 1928 à 1939, est un des créateurs et le premier président du comité régional du Périgord en 1910.
Albert Ferrasse, président de la FFR de 1968 à 1991, est président du comité Périgord Agenais de 1966 à 1968.
Jacques Laurans est président du comité de 1989 à 1995 puis de 2004 à 2018. Il est également secrétaire général de la FFR de 1993 à 2001.
En 2018, le comité fusionne avec les comités du Béarn, de la Côte basque Landes, de la Côte d'Argent, du Limousin et du Poitou-Charentes pour former la Ligue régionale Nouvelle-Aquitaine de rugby.

### Poitou-Charentes
| Fondé en | Siège | Clubs | Licenciés au 2 février 2016 |
| -------- | ----- | ----- | --------------------------- |
|          | Niort | 56    | 9805                        |

| Territoire couvert | Clubs |
| ------------------ | ----- |
| Charente           | 14    |
| Charente-Maritime  | 20    |
| Deux-Sèvres        | 7     |
| Vienne             | 10    |

| Meilleurs clubs en 2015-2016 | Nombre de clubs | Nom(s)                                       |
| ---------------------------- | --------------- | -------------------------------------------- |
| Top 14                       | 1               | Stade rochelais                              |
| Pro D2                       | 0               |                                              |
| Fédérale 1                   | 2               | US cognaçaise, Soyaux Angoulême XV Charente  |
| Fédérale 2                   | 2               | Stade niortais, Rugby athlétic club angérien |

Le Comité du Poitou devient Charentes Poitou en 1954. Il devient le comité Poitou-Charentes dans les années 2000 pour s'harmoniser avec la dénomination administrative de la région auquel il correspond exactement.
Bernard Rebeyrol, est président du comité de juin 2006 à juin 2018. Secrétaire général jusqu'en 2006, il est élu à la présidence du comité régional après le décès d'Henri Huillet. Limougeaud d'origine, il rejoint Niort en 1977 pour les besoins du siège social de la MAIF. Il joue à l'Olympique mellois avant d'être dirigeant au Stade niortais, puis vice-président du comité des Deux-Sèvres.
En 2018, le comité fusionne avec les comités du Béarn, de la Côte basque Landes, de la Côte d'Argent, du Limousin et du Périgord Agenais pour former la Ligue régionale Nouvelle-Aquitaine de rugby. Bernard Rebeyrol, président du comité, est candidat à la présidence de la ligue mais il ne recueille que 33,99 % des voix face à Michel Macary, vice-président du CA Périgueux qui est soutenu par Bernard Laporte, président de la Fédération française de rugby.

### Provence
| Fondé en | Siège   | Clubs | Licenciés au 15 mars 2016 |
| -------- | ------- | ----- | ------------------------- |
| 1929     | Avignon | 87    | 16909                     |

| Territoire couvert                      | Clubs |
| --------------------------------------- | ----- |
| Alpes-de-Haute-Provence                 | 5     |
| Hautes-Alpes (sauf Briançon, aux Alpes) | 3     |
| Bouches-du-Rhône                        | 28    |
| Gard                                    | 14    |
| Vaucluse                                | 19    |

| Meilleurs clubs en 2015-2016 | Nombre de clubs | Nom(s)                                                                                                 |
| ---------------------------- | --------------- | --- |
| Top 14                       | 0               | |
| Pro D2                       | 0               | |
| Fédérale 1                   | 1               | Pays d'Aix RC                                                                                          |
| Fédérale 2                   | 6               | RC Aubagne, Avenir sportif de Bédarrides, RC Châteaurenard, ES Monteux, RC Nîmes, US Avignon Le Pontet |

Localisation du comité de Provence de rugby.

Gilbert Chevrier est à la tête du comité durant 18 ans de mandat et 6 de présidence. Patrick Buisson est président du comité de 2008 à 2016. Alain Cadéac, premier vice-président de 2008 à 2015, lui succède dans le cadre d'un scrutin uninominal et par un vote à l'unanimité en 2015.
En 2018, le comité Côte d'Azur fusionne avec le comité Provence pour former la nouvelle Ligue régionale Provence Alpes Côte d'Azur de rugby. Les clubs du Gard sont eux intégrés à la Ligue régionale Occitanie de rugby.

### Comités d'avant-guerre

#### Comité du Sud
De 1897 à 1906, le Comité du Sud couvrait le Languedoc et les Pyrénées. Mais son territoire étant trop étendu (14 départements) au vu du nombre de clubs, il se scinde en deux : le comité des Pyrénées est fondé le 20 mai 1906 et le comité du Languedoc le 19 mars 1906.

#### Comité du Centre
Jusqu'en 1942, un comité du Centre couvre les départements suivants : Puy-de-Dôme, Haute-Loire, Lozère, Aveyron, Lot, ainsi qu'une partie de la Corrèze et du Cantal. Il est ensuite séparé entre l'Auvergne, le Languedoc, et Midi-Pyrénées.